# Linea di contatto dell'Artsakh

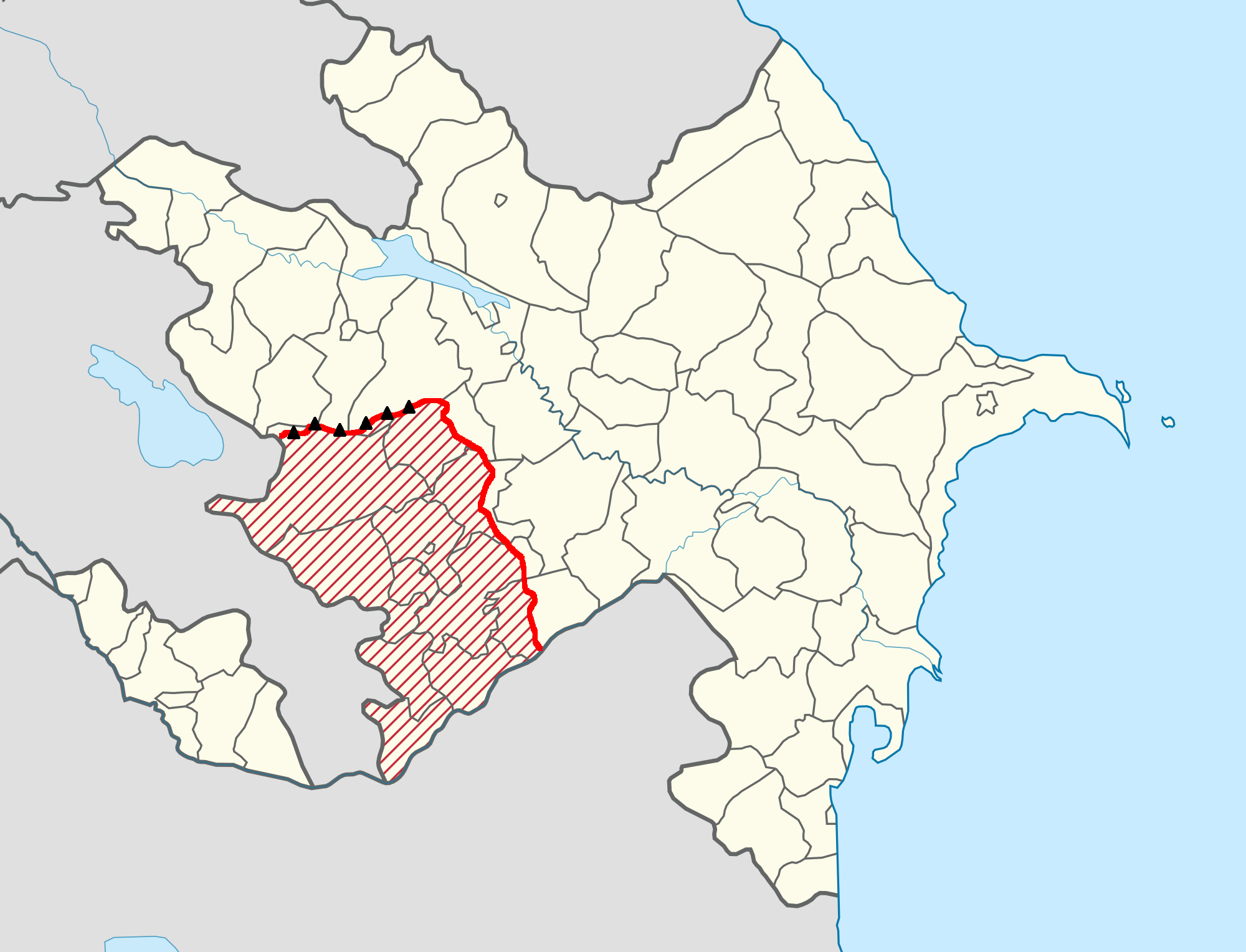
In rosso la linea di contatto dell'Artsakh

La linea di contatto dell'Artsakh (o linea di contatto del Nagorno-Karabakh) in armeno շփման գիծ?, shp'man gits, in azero təmas xətti) descrive la linea di separazione tra le forze armene (ovvero l'esercito di difesa dell'Artsakh) e le forze armate azere nell'ambito del conflitto del Nagorno-Karabakh. La linea è stata creata all'indomani dell'Accordo di Biškek del maggio 1994 che pose fine alla prima guerra del Nagorno Karabakh (1988-1994). La catena montuosa del Murov è la parte settentrionale della linea di contatto e rappresenta essenzialmente un confine naturale tra le due aree La lunghezza della linea di contatto è compresa tra i 180 chilometri (110 mi) e i 200 chilometri (120 mi). Dopo la seconda guerra del Nagorno Karabakh, la linea di contatto è stata eliminata. La separazione tra territorio occupato dagli armeni e territorio occupato dagli azeri viene garantita dalla forza di interposizione russa così come previsto dall'accordo di tregua del 9 novembre 2020.

## Terminologia
Il termine "Linea di contatto" è ampiamente utilizzato nei documenti e nelle dichiarazioni ufficiali, compreso il Gruppo OSCE di Minsk.
Alcuni analisti armeni, tra cui Ara Papian, hanno incoraggiato la parte armena a evitare il termine "linea di contatto", definendolo invece un "confine di stato" tra l'Artsakh e l'Azerbaigian. Il giornalista e scrittore indipendente Tatul Hakobyan ne ha parlato come un confine di stato tra l'Azerbaigian e l'Artsakh notando che nel lessico internazionale è chiamata "linea di contatto".
In Azerbaigian, la "linea di contatto" viene spesso definita "linea di occupazione" in conformità all'indicazione del Nagorno-Karabakh come territorio occupato.

## Descrizione
La linea di contatto era, immediatamente dopo il cessate il fuoco, una "zona relativamente tranquilla con filo spinato e soldati leggermente armati seduti nelle trincee". Presentava inoltre una terra di nessuno relativamente ampia, che in alcuni punti era larga diversi chilometri. Essa è stata ridotta a poche centinaia di metri nella maggior parte delle aree della linea di contatto a causa del riposizionamento azero nella ex zona neutra. Nel 2016 vi erano circa 20.000 uomini su ogni lato della linea di contatto che risultava quindi fortemente militarizzata. Thomas De Waal l'ha definita come la "zona più militarizzata nell'Europa allargata" e una delle tre zone più militarizzate del mondo (insieme al Kashmir e alla Corea). Le trincee lungo la linea di contatto sono state ampiamente paragonate a quelle della prima guerra mondiale.
La linea di contatto è stata regolarmente monitorata da un gruppo di sei osservatori OSCE, guidati dal polacco Andrzej Kasprzyk. Ci sono stati scambi di fuoco praticamente su base giornaliera. Ci sono state violazioni significative del cessate il fuoco in varie occasioni, solitamente caratterizzate da combattimenti a bassa intensità. Si sono verificati scontri significativi nell'aprile 2016 quando per la prima volta dal cessate il fuoco la linea di contatto è stata spostata, anche se non in modo significativo. Secondo Laurence Broers di Chatham House, "sebbene frammenti di territorio siano passati di mano per la prima volta dal 1994, sembra che poco del suo significato strategico sia cambiato sul terreno". Gli scontri del 2016 hanno anche segnato per la prima volta dal cessate il fuoco del 1994 l'utilizzo dell'artiglieria pesante, mentre il conflitto del Nagorno-Karabakh del 2020 ha visto l'uso di artiglieria pesante, guerra corazzata e guerra con droni. Il 9 ottobre 2020, quando il presidente Ilham Aliyev si è rivolto alla nazione, ha affermato: "Non c'è lo status quo. Non c'è linea di contatto. L'abbiamo distrutta".